# Juan Pablo Rodríguez
Juan Pablo Rodríguez Guerrero ps. Chato (ur. 7 sierpnia 1979 w Zapopan) – meksykański piłkarz występujący na pozycji środkowego pomocnika, piłkarz Morelii.

## Kariera klubowa
Rodríguez pochodzi z miasta Zapopan w aglomeracji Guadalajary i jest wychowankiem słynnej akademii juniorskiej tamtejszego zespołu Club Atlas. Trenował w niej między innymi z Rafaelem Márquezem, Danielem Osorno, Miguelem Zepedą czy Mario Méndezem, współtworząc najzdolniejszą generację w dziejach klubu. Do seniorskiej drużyny został włączony jako siedemnastolatek przez trenera Efraína Floresa i w meksykańskiej Primera División zadebiutował 25 stycznia 1997 w wygranym 2:0 spotkaniu z Atlante. Pierwszego gola w lidze strzelił 23 sierpnia tego samego roku w wygranej 4:2 konfrontacji z Morelią i po kilku miesiącach wywalczył sobie niepodważalne miejsce w wyjściowym składzie. Przez kolejne kilka lat był jednym z liderów prowadzonej przez Ricardo La Volpe drużyny Atlasu, uznawanej za jedną z najlepszych w historii klubu. W wiosennym sezonie Verano 1999 zdobył ze swoją drużyną wicemistrzostwo kraju, w jesiennych rozgrywkach Invierno 1999 został wybrany najlepszym pomocnikiem ligi meksykańskiej, po czym już w wieku 21 lat został mianowany kapitanem zespołu. Ogółem barwy Atlasu reprezentował przez niemal siedem lat, już wówczas będąc uznawanym za jedną z klubowych legend.
Latem 2003 Rodríguez przeszedł do klubu Tecos UAG, również mającego siedzibę w Guadalajarze. Tam z miejsca został kluczowym zawodnikiem zespołu i w wiosennym sezonie Clausura 2005 zdobył jedno z najważniejszych sukcesów w historii drużyny – wicemistrzostwo kraju. Razem z ofensywnym pomocnikiem Danielem Ludueñą miał wówczas największy wpływ na grę Tecos. W kwietniu 2006 udał się na krótkoterminowe wypożyczenie do zespołu Chivas de Guadalajara, w celu wsparcia jej w rozgrywkach Copa Libertadores, lecz za sprawą świetnych występów w tym turnieju zarząd Chivas zdecydował się kilka tygodni później wykupić go na stałe za sumę blisko trzech milionów dolarów. Tam początkowo pełnił rolę podstawowego piłkarza pierwszego składu, lecz nie spełnił pokładanych w nim nadziei i po kilku meczach został relegowany na ławkę rezerwowych. Właśnie w roli rezerwowego w jesiennym sezonie Apertura 2006 zdobył z ekipą trenera José Manuela de la Torre swoje pierwsze mistrzostwo Meksyku. Ogółem w barwach Chivas grał jednak tylko przez pół roku.
W styczniu 2007 Rodríguez, wraz z kolegą klubowym Oswaldo Sánchezem, został piłkarzem walczącej wówczas o utrzymanie drużyny Santos Laguna z miasta Torreón. Od razu wywalczył sobie niepodważalne miejsce w wyjściowej jedenastce, a jego ekipa dołączyła niebawem do grona najlepszych w kraju. W sezonie Clausura 2008 zdobył drugi w karierze tytuł mistrza Meksyku. W wiosennych rozgrywkach Bicentenario 2010 zanotował z kolei wicemistrzostwo kraju i sukces ten powtórzył również pół roku później, w sezonie Apertura 2010. Po raz piąty wicemistrzem Meksyku został w rozgrywkach Apertura 2011 i wówczas także został wybrany w plebiscycie FMF najlepszym defensywnym pomocnikiem ligi meksykańskiej. W sezonie Clausura 2012 wywalczył swoje trzecie mistrzostwo Meksyku i powtórzył indywidualny sukces w plebiscycie FMF sprzed sześciu miesięcy. Ponadto dwa razy z rzędu – w 2012 i 2013 roku – docierał także z Santosem Laguna do finału Ligi Mistrzów CONCACAF, zaś w sezonie Apertura 2014 zdobył puchar Meksyku – Copa MX. Łącznie w Santosie Laguna grał przez osiem lat – jest uznawany za jedną z największych legend klubu, z 342 meczami na koncie jest piłkarzem, który rozegrał najwięcej meczów dla zespołu w jego historii.
Wiosną 2015 Rodríguez powrócił do swojego macierzystego Club Atlas, który wyłożył na jego transfer sumę blisko dwóch milionów dolarów. Tam spędził średnio udane półrocze, po czym udał się na wypożyczenie do ekipy Monarcas Morelia w ramach współpracy pomiędzy obydwoma klubami (posiadającymi tego samego właściciela – Grupo Salinas). W 2015 roku zajął z nią drugie miejsce w rozgrywkach krajowego superpucharu – Supercopa MX, zaś kilka miesięcy później został mianowany nowym kapitanem zespołu przez trenera Enrique Mezę.

## Kariera reprezentacyjna
W 1999 roku Rodríguez został powołany przez szkoleniowca Jesúsa del Muro do reprezentacji Meksyku U-20 na Młodzieżowe Mistrzostwa Świata w Argentynie. Tam pełnił rolę podstawowego zawodnika swojej kadry narodowej, rozgrywając wszystkie pięć spotkań (z czego cztery w wyjściowym składzie) i strzelił gola w meczu fazy grupowej z Australią (3:1). Jego drużyna, mająca wówczas w składzie między innymi Rafaela Márqueza czy Gerardo Torrado, dotarła natomiast do ćwierćfinału, w którym przegrała z późniejszym finalistą – Japonią (0:2), po drodze deklasując kadrę gospodarzy – Argentynę (4:1), z Gabrielem Milito, Estebanem Cambiasso czy Luciano Gallettim.
Kilka miesięcy później Rodríguez, tym razem w barwach olimpijskiej reprezentacji Meksyku U-23, wziął udział w Igrzyskach Panamerykańskich w Winnipeg, gdzie jako podstawowy piłkarz wystąpił we wszystkich sześciu meczach, zaś Meksykanie zdobyli wówczas złoty medal, triumfując na męskim turnieju piłkarskim po pokonaniu w finale Hondurasu (3:1). W 2000 roku wystąpił natomiast w północnoamerykańskich eliminacjach do Igrzysk Olimpijskich w Sydney, podczas których sześciokrotnie wpisał się na listę strzelców – czterokrotnie w konfrontacji z Jamajką (5:0), a także po razie z Hondurasem (2:2) i Gwatemalą (5:0). W decydującym, półfinałowym meczu z Hondurasem (0:0, 4:5 k.) przestrzelił jednak swoją jedenastkę w serii rzutów karnych, przez co jego drużyna nie awansowała na olimpiadę.
W seniorskiej reprezentacji Meksyku Rodríguez zadebiutował za kadencji selekcjonera Manuela Lapuente, 9 stycznia 2000 w wygranym 2:1 meczu towarzyskim z Iranem. W tym samym roku wziął z nią udział w towarzyskim turnieju Carlsberg Cup rozgrywanym w Hongkongu, gdzie jego zespół dotarł do finału. W 2001 roku został powołany przez Enrique Mezę na Puchar Konfederacji, gdzie był podstawowym zawodnikiem kadry i wystąpił we wszystkich trzech spotkaniach (z czego w dwóch w wyjściowej jedenastce) a jego drużyna zanotowała na południowokoreańskich boiskach komplet porażek i odpadła z rozgrywek już w fazie grupowej. Kilka tygodni później znalazł się w ogłoszonej przez Javiera Aguirre składzie reprezentacji na rozgrywany w Kolumbii turniej Copa América, podczas którego pełnił z kolei głównie rolę rezerwowego, pojawiając się na boisku w trzech z sześciu możliwych meczów, natomiast Meksykanie dotarli wówczas aż do finału, przegrywając w nim z gospodarzami – Kolumbią (0:1). Brał również udział w udanych dla jego zespołu eliminacjach do Mistrzostw Świata 2002, podczas których wystąpił jednak tylko w jednym meczu i nie znalazł się w składzie na mundial.
W 2003 roku Rodríguez został powołany przez selekcjonera Ricardo La Volpe na Złoty Puchar CONCACAF. Tam wystąpił we wszystkich pięciu spotkaniach (tylko w jednym z nich w wyjściowym składzie) i strzelił swojego jedynego gola w kadrze narodowej, 20 lipca 2003 w wygranym 5:0 ćwierćfinale z Jamajką. Meksykanie triumfowali natomiast w rozgrywkach Złotego Pucharu, pokonując w finale po dogrywce Brazylię U-23 (1:0). Dwa lata później znalazł się w składzie na swój drugi Puchar Konfederacji, gdzie ponownie był niemal wyłącznie rezerwowym i wystąpił w trzech z pięciu spotkań (tylko w jednym w pierwszej jedenastce). Jego drużyna odpadła natomiast z turnieju w półfinale, zajmując ostatecznie czwarte miejsce. Rozegrał również pięć meczów w ramach eliminacjach do Mistrzostw Świata 2006; Meksykanie ponownie zakwalifikowali się na światowy czempionat, lecz on sam nie znalazł się w ogłoszonym przez La Volpe składzie na mundial. Swój bilans reprezentacyjny zamknął ogółem na 43 rozegranych spotkaniach.

## Statystyki kariery

### Klubowe
| Atlas         | 1996–1997 | Meksyk | Liga MX | 10  | 0   | —  | — | —             | —  | —  | 10  | 0   |
| Atlas         | 1997–1998 | Meksyk | Liga MX | 17  | 2   | —  | — | —             | —  | —  | 17  | 2   |
| Atlas         | 1998–1999 | Meksyk | Liga MX | 31  | 10  | —  | — | —             | —  | —  | 31  | 10  |
| Atlas         | 1999–2000 | Meksyk | Liga MX | 31  | 12  | —  | — | CL            | 15 | 9  | 46  | 21  |
| Atlas         | 2000–2001 | Meksyk | Liga MX | 37  | 16  | —  | — | —             | —  | —  | 37  | 16  |
| Atlas         | 2001–2002 | Meksyk | Liga MX | 28  | 3   | —  | — | —             | —  | —  | 28  | 3   |
| Atlas         | 2002–2003 | Meksyk | Liga MX | 35  | 10  | —  | — | —             | —  | —  | 35  | 10  |
| UAG           | 2003–2004 | Meksyk | Liga MX | 39  | 4   | —  | — | —             | —  | —  | 39  | 4   |
| UAG           | 2004–2005 | Meksyk | Liga MX | 39  | 7   | —  | — | —             | —  | —  | 39  | 7   |
| UAG           | 2005–2006 | Meksyk | Liga MX | 29  | 1   | —  | — | —             | —  | —  | 29  | 1   |
| Guadalajara   | 2005–2006 | Meksyk | Liga MX | —   | —   | —  | — | CL            | 6  | 0  | 6   | 0   |
| Guadalajara   | 2006–2007 | Meksyk | Liga MX | 13  | 0   | —  | — | —             | —  | —  | 13  | 0   |
| Santos Laguna | 2006–2007 | Meksyk | Liga MX | 21  | 3   | —  | — | —             | —  | —  | 21  | 3   |
| Santos Laguna | 2007–2008 | Meksyk | Liga MX | 42  | 3   | —  | — | —             | —  | —  | 42  | 3   |
| Santos Laguna | 2008–2009 | Meksyk | Liga MX | 30  | 3   | —  | — | SL + LMC      | 10 | 0  | 40  | 3   |
| Santos Laguna | 2009–2010 | Meksyk | Liga MX | 38  | 8   | 3  | 1 | SL            | 4  | 2  | 45  | 11  |
| Santos Laguna | 2010–2011 | Meksyk | Liga MX | 38  | 5   | —  | — | LMC           | 2  | 0  | 40  | 5   |
| Santos Laguna | 2011–2012 | Meksyk | Liga MX | 38  | 5   | —  | — | LMC           | 10 | 3  | 48  | 8   |
| Santos Laguna | 2012–2013 | Meksyk | Liga MX | 31  | 0   | —  | — | LMC           | 7  | 1  | 38  | 1   |
| Santos Laguna | 2013–2014 | Meksyk | Liga MX | 40  | 7   | 1  | 0 | CL            | 7  | 0  | 48  | 7   |
| Santos Laguna | 2014–2015 | Meksyk | Liga MX | 14  | 2   | 6  | 1 | —             | —  | —  | 20  | 3   |
| Atlas         | 2014–2015 | Meksyk | Liga MX | 15  | 1   | —  | — | CL            | 4  | 0  | 19  | 1   |
| Morelia       | 2015–2016 | Meksyk | Liga MX | 29  | 10  | 1  | 0 | —             | —  | —  | 30  | 10  |
| Morelia       | 2016–2017 | Meksyk | Liga MX | 0   | 0   | —  | — | —             | —  | —  | 0   | 0   |
| Ogółem        | Ogółem    | Ogółem | Ogółem  | 645 | 112 | 11 | 2 | CL + LMC + SL | 65 | 15 | 721 | 129 |

Legenda:
- CL – Copa Libertadores
- SL – SuperLiga
- LMC – Liga Mistrzów CONCACAF

### Reprezentacyjne
| Meksyk | Meksyk | 2000   | 4  | 0 | — | — | —            | —  | — | 4  | 0 |
| Meksyk | Meksyk | 2001   | 3  | 0 | 1 | 0 | PK + CA      | 6  | 0 | 10 | 0 |
| Meksyk | Meksyk | 2002   | —  | — | — | — | —            | —  | — | 0  | 0 |
| Meksyk | Meksyk | 2003   | 8  | 0 | — | — | ZP           | 5  | 1 | 13 | 1 |
| Meksyk | Meksyk | 2004   | 1  | 0 | 2 | 0 | —            | —  | — | 3  | 0 |
| Meksyk | Meksyk | 2005   | 5  | 0 | 3 | 0 | PK           | 3  | 0 | 11 | 0 |
| Meksyk | Meksyk | 2006   | 2  | 0 | — | — | —            | —  | — | 2  | 0 |
| Ogółem | Ogółem | Ogółem | 23 | 0 | 6 | 0 | PK + CA + ZP | 14 | 1 | 43 | 1 |

Legenda:
- PK – Puchar Konfederacji
- CA – Copa América
- ZP – Złoty Puchar CONCACAF